# Волнистый астрильд
Волнистый астрильд (лат. Estrilda astrild) — птица семейства вьюрковых ткачиков отряда воробьинообразных.

## Описание
Длина волнистых астрильдов от 10,5 до 12,5 см. Верхняя сторона туловища коричневая, крылья более тёмные, возле глаз проходит красная полоса; горло, зоб, передняя часть шеи и грудь белые, брюшко розоватое, по телу волнистый рисунок. Клюв ярко-красный, у молодых птиц чёрный, но через 5—6 недель после вылета из гнезда он приобретает соответствующую окраску.

## Распространение
Волнистый астрильд обитает в тропической и Южной Африке, а также на островах Зелёного мыса, Мадагаскар, Святой Елены.

## Местообитание
Волнистые астрильды обитают на берегах болот, рек и ручьёв, заросших высокой травой, тростником и кустарником, также они живут на травянистых лугах.

## Питание
Волнистые астрильды едят семена и беспозвоночных.